# واله سن جیوانی
واله سن جیوانی (به ایتالیایی: Valle San Giovanni) یک منطقهٔ مسکونی در ایتالیا است که در ترامو واقع شده‌است. واله سن جیوانی ۳۰۰ نفر جمعیت دارد و ۴۶۰ متر بالاتر از سطح دریا واقع شده‌است.